# Cris Phan
Phan Lê Vy Thanh (sinh ngày 1 tháng 6 năm 1993), thường được biết đến với nghệ danh Cris Phan hoặc Cris Devil Gamer, là một nam YouTuber, streamer, diễn viên người Việt Nam. Tính đến  tháng 12 năm 2024, kênh YouTube của anh đã đạt được hơn 11,1 triệu người đăng ký và hơn 3,2 tỷ lượt xem. Kênh của anh hiện đang là kênh YouTube thứ năm và là cá nhân thứ hai tại Việt Nam nhận được Nút kim cương (Diamond Play Button) sau Nguyễn Thành Nam.

## Đầu đời và học vấn
Phan Lê Vy Thanh sinh ngày 1 tháng 6 năm 1993 tại Kiên Giang. Ba của anh làm trong lĩnh vực cảnh quan đô thị và có công ty riêng; ông đến lập nghiệp tại Thành phố Hồ Chí Minh, từng sống trong một khu ổ chuột ở Quận 8 và phá sản 3 lần. Ba mẹ Cris ly hôn khi anh mới vào cấp 2. Anh bị chứng bệnh tự kỷ và luôn muốn đội nón trong lớp để che mặt của mình.
Anh từng là sinh viên ngành quản trị kinh doanh tại Đại học RMIT Việt Nam, được vạch ra kế hoạch đi du học và sẽ tiếp quản công ty của ba mình; tuy nhiên anh lại có niềm đam mê với các phần mềm quay dựng. Quan sát thấy bạn bè sinh viên trong trường hay chơi video game và bình luận về các nhân vật trong đó, anh nảy ra ý tưởng quay clip nói về những tựa game nổi tiếng lúc bấy giờ. Anh bắt đầu tiết kiệm tiền đủ để mua một webcam 1,2 triệu đồng và một micro 80 nghìn đồng để thực hiện điều này.

## Kênh YouTube

### Lịch sử
Năm 2014, anh đăng ký một kênh YouTube với tên người dùng "Cris Devil Gamer". Chữ "Cris" trong biệt danh của anh được lấy từ tên của Cristiano Ronaldo do anh rất hâm mộ cầu thủ bóng đá người Bồ Đào Nha này. Sau một thời gian, lượng lượt xem các video tăng cao nên Cris quyết định đầu tư để kiếm tiền từ kênh này. Nhưng sau một năm làm công việc này, kênh của anh chỉ đạt được 100 lượt đăng ký bao gồm bạn bè và người thân. Năm thứ hai, con số này bắt đầu tăng lên 10.000 rồi đến 100.000. Năm 2017, kênh cán mốc 1 triệu lượt đăng ký, điều này đồng nghĩa với việc anh nhận được Nút Vàng YouTube.

### Thống kê
Theo trang Social Blade, tính đến  ngày 30 tháng 11 năm 2021, kênh Cris Devil Gamer đã có 10,1 triệu người đăng ký và tải lên 1,056 video với hơn 2,7 tỷ lượt xem; thu nhập hàng tháng của Cris được ước tính là từ 11,7 - 187,7 ngàn đô la Mỹ. Theo lời của Cris, con số này là từ 300 đến 400 triệu đồng một tháng. Theo trang Noxinfluencer, Cris Devil Gamer là kênh YouTube có số người đăng ký nhiều thứ 3 tại Việt Nam chỉ sau FAP TV và POPS Kids và là kênh được đăng ký nhiều nhất ở thể loại Trò chơi. Ngày 10 tháng 10 năm 2021, kênh YouTube Cris Devil Gamer của anh đã cán mốc 10 triệu người đăng ký, trở thành kênh thứ 4 ở Việt Nam nhận được Nút kim cương từ YouTube, và là kênh YouTube cá nhân thứ 2 đạt được thành tích này.

## Đời tư
Trong một lần đi quay phim cho dự án của FAP TV, Cris đã gặp nữ diễn viên Mai Quỳnh Anh (sinh ngày 20 tháng 10 năm 1991). Sau một tháng tiếp xúc trò chuyện, cả hai dần có thiện cảm với nhau. Dịp Giáng Sinh năm 2016, Cris chính thức thổ lộ tình cảm với Quỳnh Anh và hai người bắt đầu hẹn hò từ lúc đó. Cặp đôi tổ chức lễ thành hôn tại Phú Yên vào ngày 13 tháng 6 năm 2019. Một số người đã thắc mắc việc tên được viết trong thiệp cưới là biệt danh "Cris Phan". Đám cưới của hai người là từ khóa được tìm kiếm trên Google nhiều nhất vào ngày tổ chức và nhiều thứ 7 sau một tuần tại Việt Nam.

## Sự nghiệp diễn xuất

### Phim điện ảnh
| Năm  | Tựa đề            | Vai diễn | Chú thích     |
| ---- | ----------------- | -------- | ------------- |
| 2020 | Võ sinh đại chiến | A Lũ     | [ 25 ] [ 26 ] |

### Phim chiếu mạng
| Năm       | Tựa đề                    | Vai diễn     | Chú thích     |
| --------- | ------------------------- | ------------ | ------------- |
| 2018      | Nam Phi liên hoàn kế      | Biến thái y  | [ 27 ]        |
| 2019      | Bà 5 Bống                 | Phi          | [ 28 ]        |
| 2019–2020 | Nhà trọ có quá trời phòng | Tùng         | [ 29 ] [ 30 ] |
| 2020      | Bố già parody             | Con trai     |               |
| 2020      | Xóm sân si                | Dân phòng    |               |
| 2021      | Gia đình cục súc          | Chính anh ấy |               |
| 2022      | Chuyện xóm tôi 3          | Khánh        |               |
| 2022      | Chủ tịch giao hàng        | David        |               |

### Lồng Tiếng Phim
| NĂM  | TỰA ĐỀ           | VAI               | CHÚ THÍCH |
| ---- | ---------------- | ----------------- | --------- |
| 2024 | Transformers One | B-127 / Bumblebee |           |

### Video âm nhạc
| Năm  | Tựa đề                      | Chú thích            |
| ---- | --------------------------- | -------------------- |
| 2018 | "Chuyện tình tôi"           | [ 31 ]               |
| 2019 | "Ai sẽ thay em yêu lại anh" | [ 32 ] [ 33 ] [ 34 ] |
| 2020 | "Rap Battle APL 2020"       | [ 35 ] [ 36 ]        |

## Chương trình truyền hình
| Năm  | Tựa đề                                    | Kênh  | Mùa           | Tập      | Chú thích                |
| ---- | ----------------------------------------- | ----- | ------------- | -------- | ------------------------ |
| 2018 | Nhanh như chớp                            | HTV7  | 1             | 30, 32   | [ 37 ] [ 38 ]            |
| 2019 | Im lặng là vàng                           | HTV7  | 1             | 13       |                          |
| 2019 | Ai là số 1?                               | HTV2  | 1             | 3        |                          |
| 2019 | Tôi tuổi teen                             | HTV7  | 1             | 1        |                          |
| 2019 | Khi chàng vào bếp                         | HTV7  | 2             | 6        |                          |
| 2019 | Phản ứng bất ngờ                          | HTV7  | 1             | 8        |                          |
| 2019 | Giọng ải giọng ai                         | HTV7  | 4             | 21       |                          |
| 2019 | Kỳ tài thách đấu                          | HTV7  | 3             | 7        | [ 39 ] [ 40 ]            |
| 2020 | Kỳ tài thách đấu                          | HTV7  | 3             | 17       | [ 41 ]                   |
| 2020 | Kỳ tài thách đấu                          | HTV7  | 4             | 5        | [ 42 ] [ cần dẫn nguồn ] |
| 2020 | Kỳ tài thách đấu                          | HTV7  | 4             | 11       | [ 43 ]                   |
| 2020 | Hội ngộ danh hài                          | HTV7  | 6             | 1, 5     | [ 44 ] [ 45 ]            |
| 2020 | Ơn giời, cậu đây rồi!                     | VTV3  | 7             | 5        | [ 46 ] [ 47 ] [ 48 ]     |
| 2020 | Giọng ải giọng ai                         | HTV7  | 5             | 5        | [ 49 ] [ 50 ]            |
| 2020 | Chọn ai đây                               | HTV7  | 1             | 17       |                          |
| 2020 | Tường lửa'                                | VTV3' | 2             | 1        | [ 51 ]                   |
| 2020 | Nhanh như chớp nhí                        | HTV2  | 3             | 3, 24    |                          |
| 2021 | Ký ức vui vẻ                              | VTV3  | 3             | 9        | [ 52 ]                   |
| 2021 | Siêu bất ngờ                              | HTV7  | 5             | 10       | [ 53 ] [ 54 ] [ 55 ]     |
| 2021 | Ẩm thực kỳ thú                            | VTV3  | 2             | 13       | [ 56 ]                   |
| 2021 | Thiên đường ẩm thực                       | HTV7  | 6             | 2        |                          |
| 2021 | Chọn ai đây                               | HTV7  | 2             | 9 - 16   |                          |
| 2021 | Running Man Việt Nam - Chơi là chạy       | HTV7  | 2             | 2        |                          |
| 2022 | 2 Ngày 1 Đêm                              | HTV7  | 1- mùa lễ hội | Trọn mùa |                          |
| 2023 | Hành trình rực rỡ                         | VTV3  | 1             | 8,9,10   |                          |
| 2023 | 2 Ngày 1 Đêm                              | HTV7  | 2             | Trọn mùa |                          |
| 2023 | La cà hát ca                              | HTV7  | 1             | 13,14    |                          |
| 2024 | 2 Ngày 1 Đêm                              | HTV7  | 3             | Trọn mùa |                          |
| 2024 | 7 nụ cười xuân                            | HTV7  | 7             | 14       |                          |
| 2024 | Sáng nay ăn gì                            | HTV7  | 1             | 5        |                          |
| 2025 | Đấu trường gia tốc - Run For Time Vietnam | HTV7  | 1             | Trọn mùa |                          |

## Giải thưởng và đề cử
| Năm  | Giải thưởng     | Hạng mục                                      | Kết quả | Chú thích |
| ---- | --------------- | --------------------------------------------- | ------- | --------- |
| 2019 | WeChoice Awards | Hot Content Creator (Inspiration of the Year) | Đề cử   | [ 57 ]    |

### Vinh danh
- Top 100 YouTuber có sức ảnh hưởng nhất tại khu vực Châu Á–Thái Bình Dương.